# Lijst van voetbalinterlands Algerije - Burundi (vrouwen)
Deze lijst van voetbalinterlands is een overzicht van alle officiële voetbalinterlands tussen de nationale vrouwenteams van Algerije en Burundi. De landen hebben tot nu toe twee keer tegen elkaar gespeeld. 

## Wedstrijden
| № | Plaats  | Datum            | Competitie                                | Wedstrijd          | Uitslag |
| - | ------- | ---------------- | ----------------------------------------- | ------------------ | ------- |
| 1 | Algiers | 30 november 2023 | Afrikaans kampioenschap 2024 kwalificatie | Algerije − Burundi | 5 − 1   |
| 2 | Algiers | 4 december 2023  | Afrikaans kampioenschap 2024 kwalificatie | Algerije − Burundi | 1 − 0   |

## Samenvatting
| Competitie                           | Totaal gespeeld | Winst Algerije | Gelijk | Winst Burundi | Doelsaldo Algerije – Burundi |
| ------------------------------------ | --------------- | -------------- | ------ | ------------- | ---------------------------- |
| Afrikaans kampioenschap kwalificatie | 2               | 2              | 0      | 0             | 6 − 1                        |
| Totaal                               | 2               | 2              | 0      | 0             | 6 − 1                        |